# Грызавино-2
Грыза́вино-2 — деревня в Бережанской волости Островского района Псковской области.

## География
Расположена в 5 км к югу от города Остров. В 3 км к северо-востоку находятся деревни Грызавино-1 и собственно Грызавино.

## Население
| 2000 | 2001 | 2002 | 2010 |
| ---- | ---- | ---- | ---- |
| 186  | →186 | ↘132 | ↘94  |

Численность населения деревни по состоянию на 2000 год составляла 186 жителей.